# Koi No Yokan
| Críticas profissionais | Críticas profissionais |
| Pontuações agregadas   | Pontuações agregadas   |
| Fonte                  | Avaliação              |
| ---------------------- | ---------------------- |
| Metacritic             | 86/100                 |
| Avaliações da crítica  |                        |
| Fonte                  | Avaliação              |
| AbsolutePunk           | 9/10                   |
| Allmusic               | [ 3 ]                  |
| BBC Music              | favorável              |
| Drowned in Sound       | 9/10                   |
| Kerrang!               | [ 6 ]                  |
| Loudwire               | [ 7 ]                  |
| NME                    | 8/10                   |
| Slant Magazine         | [ 9 ]                  |
| Spin                   | 7/10                   |
| Sputnikmusic           | 4.4/5                  |

Koi No Yokan (恋の予感) é o sétimo álbum de estúdio da banda americana Deftones. O álbum foi lançado no dia 12 de novembro no Reino Unido, e no dia 13 de novembro nos Estados Unidos pela gravadora Reprise Records. Assim como o anterior, foi produzido por Nick Raskulinecz. O vocalista da banda, Chino Moreno, disse em comentários e entrevistas, sobre a presença de maior "dinâmica" no som da banda nesse álbum, sendo essa a base completa do som do álbum.Também nota-se maior participação em composição musical e vocais do baixista da banda, Sergio Vega, se comparado ao seu antecessor, Diamond Eyes.
No dia 19 de setembro, a banda lançou a canção "Leathers" como um single promocional para download em seu website oficial, sendo lançada como single oficial no dia 8 de outubro, também lançado em edições limitadas com a música "Rosemary" como B-side do single. No dia 3 de outubro, a banda lançou a música "Tempest" para ser escutada online no site musical PureVolume. O single oficial de "Tempest", foi lançado no dia 9 de outubro.
Este foi o segundo álbum da banda sem a participação do baixista Chi Cheng, que na época se recuperava de um acidente de carro sofrido no ano de 2008. Cheng veio a falecer em abril de 2013, após uma parada cardíaca.
O CD foi lançado no Japão no dia 14 de novembro com o título oficial de 恋の予感 (Koi No Yokan), que significa aproximadamente como "premonição de amor".

## Faixas
| N.º            | Título                  | Duração |  |
| 1.             | "Swerve City"           | 2:44    |  |
| 2.             | "Romantic Dreams"       | 4:38    |  |
| 3.             | "Leathers"              | 4:08    |  |
| 4.             | "Poltergeist"           | 3:31    |  |
| 5.             | "Entombed"              | 4:59    |  |
| 6.             | "Graphic Nature"        | 4:31    |  |
| 7.             | "Tempest"               | 6:05    |  |
| 8.             | "Gauze"                 | 4:41    |  |
| 9.             | "Rosemary"              | 6:53    |  |
| 10.            | "Goon Squad"            | 5:40    |  |
| 11.            | "What Happened to You?" | 3:53    |  |
| Duração total: | Duração total:          | 51:50   |  |

## Pessoal

### Deftones
- Abe Cunningham - bateria
- Stephen Carpenter - guitarra
- Frank Delgado - sintetizador, teclados
- Chino Moreno - vocalista, guitarras
- Sergio Vega - baixo

### Pessoal técnico
- Nick Raskulinecz - produtor
- Rico Costey - mixagem
- Matt Hyde - engenheiro de som produtor adicional
- Eric Isip - assistente de mixagem
- Ted Jensen - masterização de áudio
- Frank Maddocks - direção de arte, design de embalagem
- Steve Olmon - assistente